# Нефтекамськ
Нефтека́мськ (рос. Нефтекамск, башк. Нефтекамск) — місто у складі Башкортостану, Росія. Адміністративний центр Нефтекамського міського округу.

## Географія
Місто розташоване на річці Кама, за 220 км від Уфи.

## Історія
Нефтекамськ було засновано у зв'язку з відкриттям нафтового родовища в районі села Арлан Краснокамського району Башкортостану. 29 грудня 1955 року була отримана перша нафта Арланського нафтового родовища, після цього в районі сіл Касево і Ніколо-Березовки було створено управління нафтопромислу «Арланнефть» об'єднання «Башнефть». Першопрохідці почали будувати майбутнє місто в жовтні 1957 року. У вересні 1962 року почали будувати Кармановську ГРЕС, перший енергоблок якої потужністю в 300 тис. кВт запрацював в грудні 1968 року. Статус міста Нефтекамськ отримав 1 лютого 1963 року.
Того ж року було почато будівництво заводу штучних шкір. 1971 року було визначено місце для нового заводу автосамоскидів. Пізніше, в 1975 році, зведення проекту було оголошене міським ударним комсомольським будівництвом. Через два роки (31 жовтня 1977) було підписано акт про прийом заводу.

## Населення
Населення — 121733 особи (2010, 122290 у 2002).

## Господарство
Нефтекамськ — великий промисловий і культурний центр північно-західного регіону Башкортостану.
Серед провідних галузей народного господарства і понині залишаються електроенергетика й нафтовидобуток. Кармановська ГРЕС упевнено входить у трійку найкращих у Росії серед електростанцій з блоками 300 Мвт.
2000 року ВАТ «Нефтекамський автозавод» почав освоєння виробництва пасажирських автобусів на шасі «КАМАЗ», 2003 року був випущений тисячний автобус. За свої досягнення підприємство заслужено стало дипломантом російської премії «Золотий Олімп».
Нефтекамські підприємства беруть активну участь у виставках і конкурсах, бувши лауреатами конкурсу «100 найкращих товарів Росії» (Амзінський лісокомбінат, Нефтекамський завод устаткування нафтопромислу), у конкурсі «Найкращий продовольчий товар» (ВАТ «Нефтекамський хлебокомбінат»), у виставці «Найкращі товари Башкортостану» (Нефтекамський завод устаткування нафтопромислу, Нефтекамська кожгалантерейна фабрика). Виробник штучних шкір Об'єднання «Іскож» — член міжнародного Клубу «Лідерів торгівлі», володар численних дипломів і призів — визнано одним з найкращих у рамках Міжнародної програми «Партнерство ради прогресу» і нагороджено почесним призом «Кришталева Ніка».
Розвинена мережа автомобільних доріг, яка сполучає місто з Уфою, Бірськом, Янаулом, Агіделлю, Октябрським, Іжевськом, Перм'ю, Казанню. У місті знаходяться 2 залізничні станції.

### Соціальна сфера
Охорона здоров'я міста й району представлена 15 лікувально-профілактичними установами на 1125 стаціонарних ліжок й амбулаторно-поліклінічними установами на 3670 відвідин у зміну.
У систему освіти міста входить 21 загальноосвітня школа, фізико-математичний ліцей № 1, жіноча гімназія, 30 дошкільних установ, 6 установ додаткової освіти, 2 професійних ліцею, 2 профтехучилища, нафтовий і педагогічний коледжі, машинобудівний технікум. Вища освіта представлена філіалом Башкирського державного університету. Крім того, у місті діють численні філіали факультетів вишів інших міст.